# Кубе, Вильгельм
Вильгельм Рихард Пауль Ку́бе (нем. Wilhelm Richard Paul Kube; 13 ноября 1887, Глогау, Силезия — 22 сентября 1943, Минск) — немецкий государственный и политический деятель эпохи нацистской Германии, генеральный комиссар (руководитель оккупационной администрации) Генерального округа Белоруссия (1941—1943). Несёт ответственность за гибель около 50 000 евреев в 1942 году. Погиб в 1943 году в результате покушения.

## Биография
Вильгельм Кубе родился 13 ноября 1887 в Глогау, Силезия. Учился в гуманитарной гимназии и Берлинском университете, который окончил в 1912 году по специальности «История и право». В 1911 году вступил в Германскую социальную партию. Литератор, драматург. С 1912 года журналист, редактор двух консервативных газет. Участник Первой мировой войны.
В 1918 году — генеральный секретарь силезского отделения Немецкой консервативной партии. В 1919—1920 годах основал в Бреслау «Союз Бисмарка» и Бисмаркюгенд и стал их руководителем. В сентябре 1920 года переехал в Берлин. В 1920—1923 — генеральный секретарь Немецкой национальной народной партии (НННП). В 1922 году избран от НННП членом городского управления Берлина. С 4 мая 1924 года — депутат рейхстага от НННП. С 1926 года — член Народно-социального союза (Берлин).
В 1927 году вступил в НСДАП (партбилет № 71 682). С 2 января 1928 года — гауляйтер Остмарка, при перерегистрации получил партбилет № 66. 6 марта 1933 года из гау Остмарк и Бранденбург образовано гау Курмарк, гауляйтером которого назначен Кубе. С 20 мая 1928 года — депутат рейхстага и ландтага Пруссии, руководитель фракции НСДАП в ландтаге Пруссии. С 25 марта 1933 года — обер-президент Бранденбурга. С июля 1933 года — прусский государственный советник. С 18 июня 1933 года — обер-президент Пограничной марки Позен-Западная Пруссия. 29 сентября 1933 года Кубе вступил в СС (билет № 114 771), причём его сразу назначили командиром 27-го штандарта СС, и он сразу получил чин оберфюрера, а 27 января 1934 года получил чин группенфюрера СС.
После прихода нацистов ко власти был одним из главных активистов новообразования лютеранской церкви, получившего название «Немецкие христиане».
В 1936 году разразился скандал, связанный с тем, что Кубе распространял слухи в адрес жены председателя Высшего партийного суда Вальтера Буха, одновременно являвшейся тёщей начальника Штаба заместителя фюрера Мартина Бормана, о её якобы еврейском происхождении (что не соответствовало действительности). Реально интрига была направлена против Бормана, который в середине 30-х годов руководил проведением чистки в аппарате НСДАП и старался заменить «старых бойцов» своими ставленниками. Кроме доказанного ложного обвинения товарища по партии, у Высшего партийного суда накопилось достаточно фактов относительно коррупционной деятельности Кубе и злоупотреблений властью. 11 марта Кубе объявил о своем уходе из СС, дабы «избежать позорного исключения из СС», а 7 августа 1936 года по решению Высшего партийного суда НСДАП был снят с поста гауляйтера Курмарка и обер-президента Бранденбурга и пограничной марки Позен-Западная Пруссия. Несмотря на это, остался депутатом рейхстага, продолжал называться гауляйтером и обер-президентом, а 10 апреля 1938 года снова был избран в рейхстаг по «Списку фюрера». В последующие два года кроме депутатской деятельности Кубе нигде не работал.
В 1940 году благодаря заступничеству Гиммлера Кубе прошёл так называемый процесс «реабилитации члена СС», в рамках которой он в чине роттенфюрера СС (впоследствии унтершарфюрера СС) служил в концентрационном лагере в Дахау в качестве надзирателя.
В мае-июне 1941 года в высшем гитлеровском руководстве стали рассматриваться различные варианты возможного трудоустройства Кубе. Сохранившаяся переписка по этому вопросу показывает, что рассматривались такие варианты, как место куратора Высшей технической школы и Медицинской академии Данцига, а также куратора Кёнигсбергского университета, но Гитлер посчитал такие должности недостойными для гауляйтера и пожелал, чтобы Кубе был непременно назначен на ответственную должность на востоке.

### Оккупация Беларуси
После начала Великой Отечественной войны 17 июля 1941 года Кубе был восстановлен в звании группенфюрера СС и был назначен генеральным комиссаром Белоруссии (со штаб-квартирой в Минске). Генеральный комиссариат «Белорутения» был образован в составе «Рейхскомиссариата „Остланд“», который, в свою очередь, входил в специально созданное Имперское министерство оккупированных восточных территорий рейхсляйтера Альфреда Розенберга. Приход Кубе на эту должность ознаменовался казнью 2278 заключённых Минского гетто. Находясь в должности генерального комиссара, проводил жестокую оккупационную политику, сопровождавшуюся убийствами сотен тысяч мирных жителей.

Одновременно Кубе оказывал помощь коллаборационистским организациям, и, согласно некоторым источникам, разрешил к использованию на оккупированных территориях бело-красно-белый флаг и герб «Погоня». Согласно другим источникам, приказ, якобы подписанный гауляйтером Беларуси В. Кубе и опубликованный в газете «Раніца» от 27 июня 1942 года о разрешении использовать бело-красно-белый флаг рядом с немецкой символикой «во время торжеств или для обозначения белорусской национальности», оказался тогдашней дезинформацией, виновных в которой оккупационные власти не нашли.

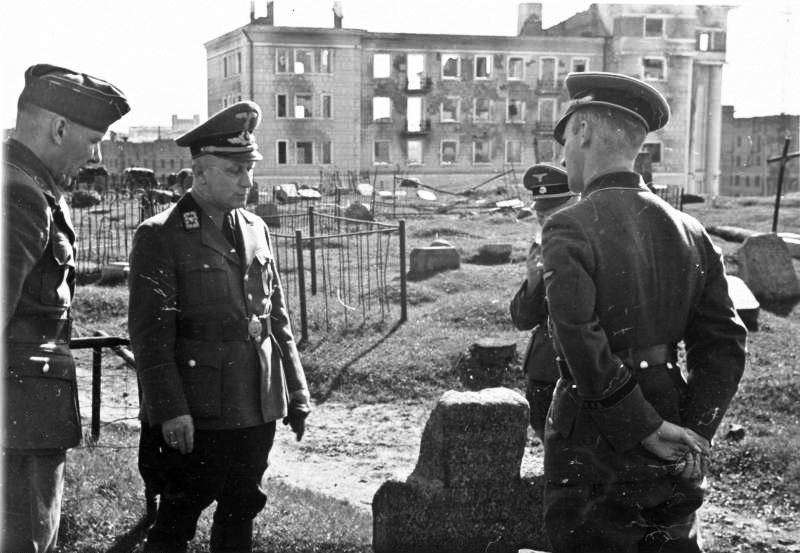
Гауляйтер Кубе в Минске. Май 1943 года

### Отношение к геноциду евреев
Крайний антисемитизм выражен известным высказыванием Кубе: «Что чума и сифилис для человечества, то евреи для белой расы. Чума должна быть уничтожена». Гауляйтер планировал очистить Минск от населения и заменить его немецкими поселенцами, дав городу новое название — Асгард. Кубе участвовал в зверстве 2 марта 1942 года в Минском гетто. Во время обыска немецкие и белорусские полицейские схватили группу детей и бросили их в глубокий ров. Среди прибывших в этот момент нескольких офицеров СС был и Вильгельм Кубе, одетый в безупречно чистый и отглаженный мундир. Он бросал сладости визжащим от страха и ужаса детям. Все они погибли — ров был засыпан землёй.
У Кубе были некоторые противоречия с органами СС и СД в вопросе уничтожения евреев. Органы безопасности настаивали на скорейшем уничтожении евреев в рамках проводимой политики окончательного решения еврейского вопроса. Гражданская администрация во главе с Кубе возражала против массового уничтожения трудоспособных евреев, поскольку это наносило ущерб экономике генерального комиссариата. Кроме того, Кубе, как и Франк, считал себя полновластным хозяином на подконтрольной территории, а руководство местных органов полиции и СС с ним не считалось и даже не ставило в известность о планируемых акциях. Возмущение Кубе вызвало ещё и то, что среди немецких евреев, депортированных в Минское гетто, было немало участников Первой мировой войны, воевавших в кайзеровской армии и имевших награды.
Кубе сообщал 31 июля 1942 года: «На углубленных встречах с бригадефюром СС Ценнером и превосходным умелым руководителем СД, оберштурмбаннфюрером СС д-р юр. Штраухом, мы ликвидировали в Белоруссии за последние десять недель около 55 000 евреев. В земле Минская область вопрос иудаизма полностью исчерпан».

### Убийство
Находясь у власти, был причастен к уничтожению мирного населения, партизан, заложников, советских военнопленных — евреи, коммунисты, советские военнопленные, местные активисты, уклонявшиеся от работы на Германию — все они погибли в результате казней, карательных операций, голода и болезней. На этом основании советское руководство включило Кубе в список нацистских функционеров, подлежащих ликвидации. 12 спецгрупп, действующих в Минской области, получили приказ об его уничтожении.
22 июля 1943 года был произведён взрыв в Союзе Писателей, который находился напротив театра Янки Купалы. Погибло 70 и ранено до 110 немецких солдат и офицеров, но Кубе покинул театр незадолго до взрыва. Затем партизаны отряда С. А. Ваупшасова («Градова») устроили засаду в лесу, подстерегая его во время охоты, они убили около 50 немцев, но Кубе среди них не было. 6 сентября 1943 года в офицерской столовой удалось заминировать зал: в результате взрыва погибли 36 высокопоставленных офицеров вермахта, но гауляйтер и на этот раз остался жив, его называли «счастливчиком». Наконец, один из подпольщиков проник на приём к Кубе, но его поведение вызвало подозрение охраны, при попытке задержать его он открыл стрельбу и был убит в перестрелке.
Ночью 22 сентября 1943 года в 00:40 в своём особняке на Минской Театерштрассе в результате операции, организованной советскими партизанами, Кубе был убит.
Непосредственным исполнителем уничтожения гауляйтера стала Елена Мазаник
.
Она работала служанкой в доме В. Кубе, была связана с партизанским подпольем, и подложила под матрас кровати, на которой спал гауляйтер, мину с часовым механизмом.
Доктор исторических наук Эммануил Иоффе писал, что в отчёте командира спецгруппы при Центральном и Белорусском штабе партизанского движения майора Степана Ивановича Казанцева утверждается о гибели Кубе от мины, заложенной узником Минского гетто Львом Либерманом, работавшим в квартире Кубе чернорабочим. После проверки обстоятельств операции 29 октября 1943 года Елене Мазаник (вместе с Марией Осиповой и Надеждой Троян) были присвоены звания Героев Советского Союза.
Узнав о гибели Кубе, Гиммлер сказал: «Это просто счастье для отечества».
В ответ на уничтожение Кубе в тот же день было расстреляно 300 заключённых минской тюрьмы. Всего в качестве мести за уничтожение гауляйтера в первую неделю в Минске гитлеровцами было казнено около 2000 человек. На ставшую вакантной должность исполняющим обязанности был назначен группенфюрер СС Курт фон Готтберг.
Посмертно 27 сентября 1943 года В. Кубе награждён Рыцарским крестом за военные заслуги с мечами.
В Германии был объявлен траур, организованы пышные похороны. Похоронен В. Кубе на кладбище Ланквиц в Берлине.
Супруга гауляйтера Анита умерла в Германии в возрасте 98 лет в доме престарелых. Написала книгу о муже.

## Награды
- Золотой партийный знак НСДАП
- Медаль За Выслугу лет в НСДАП (10 лет)
- Медаль За Выслугу лет в НСДАП (15 лет)
- Крест военных заслуг I-й степени
- Рыцарский крест за военные заслуги с мечами (посмертно)